# Косаченко, Юрий Михайлович
Юрий Михайлович Косаченко — рядовой Вооружённых Сил СССР, участник войны в Афганистане, погиб при исполнении служебных обязанностей, кавалер ордена Красной Звезды (посмертно).

## Биография
Юрий Михайлович Косаченко родился 6 августа 1964 года в городе Братске Иркутской области. После окончания средней школы работал автослесарем, без отрыва от производства учась в Братском индустриальном институте.
4 октября 1982 года Косаченко, студент второго курса, был призван на службу в Вооружённые Силы СССР Братским городским военным комиссариатом Иркутской области. После прохождения первоначального обучения в декабре того же года он был направлен для дальнейшего прохождения службы в Демократическую Республику Афганистан.
Участвовал в боевых действиях против незаконных вооружённых формирований, будучи начальником материально-технического отделения 459-й отдельной роты специального назначения в составе ограниченного контингента советских войск в Афганистане. В составе групп специального назначения Косаченко принимал активное участие в разгроме караванных маршрутов афганских моджахедов.
23 января 1984 года в ходе очередного выхода на поиск караванов отряд спецназа, в который входил и Косаченко, попал в афганскую засаду. В завязавшемся бою боевая разведывательно-дозорная машина была подбита и сорвалась в пропасть. В результате этого рядовой Юрий Михайлович Косаченко погиб.
Похоронен на городской ветеранском кладбище в городе Братске Иркутской области.
Указом Президиума Верховного Совета СССР рядовой Юрий Михайлович Косаченко посмертно был удостоен ордена Красной Звезды.

## Память
- В честь Косаченко названа улица в городе Братске Иркутской области[2].
- На здании Братской средней общеобразовательной школы № 5, которую Косаченко оканчивал, установлена мемориальная доска в память о нём[4], в школе ежегодно проводятся памятные мероприятия[5].